# Christian Brunet
 (mai 2008).
Si vous disposez d'ouvrages ou d'articles de référence ou si vous connaissez des sites web de qualité traitant du thème abordé ici, merci de compléter l'article en donnant les références utiles à sa vérifiabilité et en les liant à la section « Notes et références ».
Pour les articles homonymes, voir Brunet.
 (septembre 2008).
Christian Brunet dit Levitan, né en 1950 à Saint-Maur-des-Fossés, est auteur - compositeur, designer et distributeur de disques.

## Biographie
DJ de 1965 à 1973  son nom apparaît dans les colonnes critiques disques des journaux tels que Best car il écrit au courrier des lecteurs. Amateur de pop rock, il fonde une association AAPMCF où se retrouvent de nombreux jeunes groupes d'artistes puis devient rapidement imprésario spécialisé dans les groupes rock français. En 1975 il participe aux concerts du samedi après-midi à L'Olympia Bruno Coquatrix qui lui engage des groupes tels que Rory Gallagher, Status Quo. Avec Lion Promotion, il produit sa première tournée française pour Status Quo, et place en première partie l'artiste Alain Kan (Beau frère du chanteur Christophe). C'est grâce à une mise en relation par Laurent Thibault mentor des Disques Thélème aux nouvelles éditions Barclay Records, que débute sa collaboration avec Alain Kan. Il abandonne la scène pop rock après le départ d'Alain Kan pour l'aventure Gazoline.
Il collabore alors avec l'agence Bourbon puis l'agence Feu Follet située dans le sud ouest de la France, comme agent artistique de variétés et d'animation de centres commerciaux et grands magasins où il fait faire des signatures, il travaille occasionnellement avec Patrick Sabatier, Michel Drucker, Danielle Gilbert et surtout  Garcimore dont il restera l'agent plusieurs années et jusqu'en 1981. 
En 1984 il revient à Paris dans un label discographique spécialisé nommé "Safari Ambiance". En 1986 il est à la tête du label indépendant « Volume » (et crée le slogan: « Volume ne manque pas d'airs »). Le label est spécialisé « Musiques Afrique-Antilles » et très vite à la mode grâce à l'aide de Paco Rabanne, amateur de musique africaine et qui soutient Volume le distributeur de son artiste Kassiri.
En 1989 il crée le label Levitan SA – Cd One Music, dont l'idée originale est d'exploiter le Compact Disc en série "économiques" alors que ce dernier peine encore dans les bacs à cause de prix trop élevés. Il crée ses premières collections comme "NumisMusique", puis des séries de vulgarisation à la Musique classique (les premiers CD à moins de 10 francs), qui se vendent dans les années qui suivent à plus de 17 Millions d'exemplaires en Europe. Il est le premier producteur indépendant à réaliser des mini CD ou CD single avec 2 ou 4 titres dans des pochettes cartonnées qu'il inaugure ou de nouveaux boitiers en plastique qu'il fait faire sur mesure, mais l'ensemble de la distribution refuse a référencer. Pendant la même période il distribue des œuvres très soignées dirigées par Amaury du Closel avec la Camerata de Versailles et le Sinfonietta de Chambord sous le label Aquarius.
En 1993 Il participe à relancer la carrière de « Ray Dorset » du groupe « Mungo Jerry » qui réapparait dans de nombreuses émissions de télévision. En 1994 il produit ses propres compositions « 20e Zone » et « 2 Mil Dpi » (no 163994). Ces titres sont extraits de sa comédie musicale "LQR" qui ne sera jamais montée sur scène. Il réalise l'album « Start Over » pour son nouveau groupe de techno rock «Shanghai Atraxion» l'album est refusé par l'ensemble des majors. L'un des titres de l'album est « Poco Land » en hommage au groupe Poco qu'il a croisé en tournée. En 1995 il crée la première série de musique de Jazz sous format Digipack dont 9 albums d'anthologie (no 9651 à 9668) . Il en réalise le design et distribue par l'intermédiaire de la compagnie « Ledisc ». Il produit la même année « Décontrasté » le disque de José Garcimore (no 473273) en version « Techno » pour le label Flarenasch et distribué par WMD, puis la toute première véritable compilation de musiques extraites de jeux vidéo « The Mega Best Video Games Music » pour le label Vil Coyotte. Il écrit et enregistre l'album « Gouttes bleues » puis les adaptations « Techno » de nombreuses musiques de jeux vidéo, mais les maquettes restent inédites. Il produit la première compilation de musiques "soukous" enchainées "Le grand Circuit Soukous" chez Sonodisc. Il est producteur exécutif de son nouvel album « Yellow Men » toujours avec Shanghai Atraxion qu'il a transformé totalement à Londres. L'album est produit par GM Musipro (Georges Mary). Il continue la production de plusieurs collections personnalisées pour des enseignes de la grande distribution. Il est l'auteur de l'intégralité des designs des albums. Il participe au premier Midem Asia à Hong Kong. En 1996 « Rien n'est vrai, Rien n'est faux » pour le label Vil Coyotte, une chanson écrite uniquement avec des titres d'œuvres célèbres, puis travaille son premier CD-extra « Vivaldi » La vie de l'abbé Vivaldi « Première personnalité mondiale à avoir réclamé des droits d'auteur » et crée la série "Classique de France".
En 2002 Il signe les œuvres de Jazz achetées par Pierre Cardin, mais le marché en pleine évolution avec l'arrivée du téléchargement gratuit ne permet plus d'éditer une nouvelle collection. Christian Brunet et le label Pierre Cardin sont présents sur le salon du Midem à Cannes, c'est le dernier Midem auquel il participe comme exposant, après y avoir organisé des concerts promotionnels dans les années 1970. En 2003 il s'installe en Chine et se consacre à l'écriture. Il commence alors à adapter et traduire des chansons de stars chinoises (Par exemple « Faye Wong »).